# 無間道系列
《無間道系列》（英語：Infernal Affairs）是一部香港電影三部曲系列电影，內容主要講述兩名臥底——由黑社會派往警隊的臥底劉健明（劉德華飾）和被從警隊派往黑幫組織的臥底陳永仁（梁朝偉飾）的故事。

## 背景
片名《無間道》一詞為佛教傳說中惡人死後所到的地獄中最為痛苦的無間地獄。《大般涅槃經》第十九卷：“阿者言無。鼻者名間。間無暫樂。故名無間。”无间地狱为无间断遭受大苦之意，故有此名。《地藏菩薩本願經》卷上舉出五種無間：第一「時無間」，無時無刻不受罪。第二「空無間」，從頭到腳都受罪。第三「罪器無間」，各式各樣刑具無所不用。第四「平等無間」，不論男女，用刑一視同仁。第五「生死無間」，重複死去無數回還得繼續用刑。由於本系列電影以黑白兩道互相安插間諜（或稱「臥底」）為題材，並取得空前成功，故現時不少香港人都以「無間道」三字來形容間諜或類似事物及事件。

## 電影
| 電影                  | 上映日期       | 導演           | 編劇           | 監製           |
| --------------------- | -------------- | -------------- | -------------- | -------------- |
| 《無間道》            | 2002年12月12日 | 劉偉強、麥兆輝 | 麥兆輝、莊文強 | 劉偉強         |
| 《無間道II》          | 2003年10月1日  | 劉偉強、麥兆輝 | 麥兆輝、莊文強 | 劉偉強         |
| 《無間道III終極無間》 | 2003年12月12日 | 劉偉強、麥兆輝 | 麥兆輝、莊文強 | 劉偉強、高鳳俊 |

## 演員及角色
| 演員              | 角色             | 《無間道》 | 《無間道II》                                 | 《無間道III：終極無間》 | 角色關係 |
| ----------------- | ---------------- | ---------- | -------------------------------------------- | ----------------------- | --- |
| 劉德華（成年）    | 劉健明           | 是         | 否                                           | 是                      | 內務部高級督察 前刑事情報科高級督察 韓琛內應 大B上司 |
| 陳冠希（青年）    | 劉健明           | 是         | 是                                           | 是                      | 警校學生、畢業後開始 韓琛內應 |
| 梁朝偉（成年）    | 陳永仁           | 是         | 否                                           | 是                      | 前警校學生 黃志誠屬下臥底 May之前度男友 韓琛得力手下 倪坤之私生子 倪永忠、二家姐、倪永孝同父異母的弟弟 倪永義同父異母的哥哥 其女陳玥琪分別於電影首部曲（梁超怡飾）及網絡劇（蘇麗珊飾）中登場 |
| 余文樂（青年）    | 陳永仁           | 是         | 是                                           | 是                      | 警校學生、後被警校校長革除 黃志誠屬下臥底 韓琛得力手下 倪坤之私生子 倪永忠、二家姐、倪永孝同父異母的弟弟 倪永義同父異母的哥哥                                                                |
| 黃秋生            | 黃志誠           | 是         | 重案組警司 陳永仁上司 曾是韓琛好友，Mary密友 |                         | |
| 曾志偉            | 韓琛             | 是         | 是                                           | 是                      | 黑幫龍頭 曾是倪坤、倪永孝手下 Mary丈夫 曾是黃志誠好友 其弟韓朗（羅嘉良飾）於網絡劇中登場 |
| 杜汶澤            | 徐偉強（傻強）   | 是         | 是                                           | 是                      | 韓琛得力手下 陳永仁好友 |
| 陳慧琳            | 李心兒           | 是         | 否                                           | 是                      | 心理醫生 陳永仁心儀對像 |
| 鄭秀文            | Mary             | 是         | 否                                           | 是                      | 小說作家 劉健明妻子 |
| 趙頌茹（青年）    | Mary             | 否         | 是                                           | 否                      | 與劉健明邂逅 青年版演員趙頌茹向來被公認酷似成年演員鄭秀文 |
| 林家棟            | 林國平（大B）    | 是         | 否                                           | 是                      | 刑事情報科探員 劉健明下屬 韓琛內應 |
| 張穎康（青年）    | 林國平（大B）    | 否         | 是                                           | 否                      | 刑事情報科探員 劉健明下屬 韓琛內應 |
| 吳廷燁            | 張開希           | 是         | 否                                           | 是                      | 重案組高級督察 黃志誠下屬 於網絡劇《無間道》中晉升為毒品調查科警司 |
| 尹志強            | 梁Sir            | 是         | 是                                           | 是                      | 內務部總警司 |
| 許金峰            | 葉金峰           | 是         | 是                                           | 否                      | 警校校長 當初安排陳永仁離開警校當黃志誠任臥底 於警方發現有內鬼的前夕逝世 |
| Chaucharew Wichai | 泰國毒品賣家     | 是         | 是                                           | 否                      | 泰國黑幫 韓琛於泰國的合作拍檔 |
| 林迪安            | 迪路（迪比亞路） | 是         | 否                                           | 否                      | 韓琛得力手下 |
| 蕭亞軒            | May              | 是         | 否                                           | 否                      | 陳永仁青年時女友 陳玥琪之母 |
| 傅嘉莉（青年）    | May              | 否         | 是                                           | 否                      | 陳永仁青年時女友 陳玥琪之母 |
| 劉嘉玲            | Mary（韓琛妻）   | 否         | 是                                           | 是                      | 韓琛妻子 黃志誠密友 |
| 吳鎮宇            | 倪永孝           | 否         | 是                                           | 否                      | 黑幫龍頭 倪坤三兒子 陳永仁同父異母的哥哥 倪永忠、二家姐的弟弟 倪永義的哥哥 |
| 胡軍              | 陸啟昌           | 否         | 是                                           | 否                      | 重案組警司 黃志誠上司、好友 羅繼賢上司 |
| 張耀揚            | 羅繼賢（羅雞）   | 否         | 是                                           | 否                      | 陸啟昌屬下臥底 倪永孝得力手下 |
| 廖啟智            | 三叔             | 否         | 是                                           | 否                      | 黑幫要員 倪坤三弟 倪永忠、二家姐、倪永孝、陳永仁、倪永義的叔叔 |
| 惠英紅            | 二家姐           | 否         | 是                                           | 否                      | 黑幫要員 倪坤二女兒 倪永忠的妹妹 倪永孝、倪永義的家姐 陳永仁同父異母的家姐 |
| 張同祖            | 倪坤             | 否         | 是                                           | 否                      | 黑幫龍頭 倪永忠、二家姐、倪永孝、陳永仁、倪永義的父親 三叔的哥哥 |
| 連凱              | 倪永義           | 否         | 是                                           | 否                      | 倪坤之四子 倪永忠、二家姐、倪永孝的弟弟 陳永仁同父異母的弟弟 |
| 陳望華            | 倪永忠           | 否         | 是                                           | 否                      | 倪坤之長子 倪永忠、二家姐、倪永孝、倪永義的哥哥 陳永仁同父異母的哥哥 |
| 黄岳泰            | 國華             | 否         | 是                                           | 否                      | 尖沙咀五大黑幫話事人之一 |
| 敖志君            | 黑鬼             | 否         | 是                                           | 否                      | 尖沙咀五大黑幫話事人之一 |
| 方平              | 甘地             | 否         | 是                                           | 否                      | 尖沙咀五大黑幫話事人之一 |
| 陳德森            | 文拯             | 否         | 是                                           | 否                      | 尖沙咀五大黑幫話事人之一 |
| 黎明（成年）      | 楊錦榮           | 否         | 否                                           | 是                      | 保安科總督察 |
| 李雨陽（青年）    | 楊錦榮           | 否         | 否                                           | 是                      | 陳永仁的警校同學 |
| 陳道明            | 沈澄             | 否         | 否                                           | 是                      | 韓琛生意拍檔 沈亮之兄 大陸公安臥底 |
| 黃志忠            | 沈亮             | 否         | 否                                           | 是                      | 沈澄之弟 |
| 李子雄            | 陳俊             | 否         | 否                                           | 是                      | 保安部警長 楊錦榮的下屬 韓琛的內應之一 |

## 音樂
| 曲別                  | 歌名               | 作曲                   | 作詞       | 編曲       | 主唱           |
| 《無間道》            | 《無間道》         | 《無間道》             | 《無間道》 | 《無間道》 | 《無間道》     |
| --------------------- | ------------------ | ---------------------- | ---------- | ---------- | -------------- |
| 主题曲                | 《無間道》（粤語） | 伍樂城                 | 林夕       | 伍樂城     | 劉德華、梁朝偉 |
| 主题曲                | 《無間道》（國語） | 伍樂城                 | 林夕       | 伍樂城     | 劉德華、梁朝偉 |
| 插曲                  | 《被遗忘的时光》   | 陳宏銘                 | 陳宏銘     |            | 蔡琴           |
| 配樂                  | 《再見...警察》    | 陳光榮                 |            | 陳光榮     | 馮曦妤         |
| 《無間道II》          |                    |                        |            |            |                |
| 主题曲                | 《長空》           | 黃家強                 | 黃家強     | Beyond     | Beyond         |
| 插曲                  | 《被遗忘的时光》   | 陳宏銘                 | 陳宏銘     |            | 蔡琴           |
| 配樂                  | 《再見...警察》    | 陳光榮                 |            | 陳光榮     | 馮曦妤         |
| 《無間道III終極無間》 |                    |                        |            |            |                |
| 主题曲                | 《自作自受》       | 劉德華、陳德建、溫浩傑 | 劉德華     | 褚鎮東     | 李克勤         |
| 主题曲                | 《自作自受》       | 劉德華、陳德建、溫浩傑 | 劉德華     | 褚鎮東     | 劉德華         |
| 插曲                  | 《被遗忘的时光》   | 陳宏銘                 | 陳宏銘     |            | 蔡琴           |
| 配樂                  | 《再見...警察》    | 陳光榮                 |            | 陳光榮     | 馮曦妤         |

## 獎項
| 頒獎典禮                      | 獎項               | 得獎者                                                 | 結果   |
| 無間道                        | 無間道             | 無間道                                                 | 無間道 |
| ----------------------------- | ------------------ | ------------------------------------------------------ | ------ |
| 第八届香港電影金紫荊獎（5项） | 最佳影片           |                                                        | 獲獎   |
| 第八届香港電影金紫荊獎（5项） | 最佳導演           | 劉偉強、麥兆輝                                         | 獲獎   |
| 第八届香港電影金紫荊獎（5项） | 最佳男主角         | 梁朝偉                                                 | 獲獎   |
| 第八届香港電影金紫荊獎（5项） | 最佳男配角         | 黃秋生                                                 | 獲獎   |
| 第八届香港電影金紫荊獎（5项） | 最佳編劇           | 麥兆輝、莊文強                                         | 獲獎   |
| 第22屆香港電影金像獎（7项）   | 最佳電影           |                                                        | 獲獎   |
| 第22屆香港電影金像獎（7项）   | 最佳導演           | 劉偉強、麥兆輝                                         | 獲獎   |
| 第22屆香港電影金像獎（7项）   | 最佳編劇           | 麥兆輝、莊文強                                         | 獲獎   |
| 第22屆香港電影金像獎（7项）   | 最佳男主角         | 梁朝偉                                                 | 獲獎   |
| 第22屆香港電影金像獎（7项）   | 最佳男配角         | 黃秋生                                                 | 獲獎   |
| 第22屆香港電影金像獎（7项）   | 最佳原创电影歌曲   | 《無間道》（林夕作词，伍乐城作曲，刘德华和梁朝伟演唱） | 獲獎   |
| 第22屆香港電影金像獎（7项）   | 最佳剪接奖         | 彭发、彭正熙                                           | 獲獎   |
| 第40屆金馬獎（6项）           | 最佳劇情片         |                                                        | 獲獎   |
| 第40屆金馬獎（6项）           | 最佳導演           | 劉偉強、麥兆輝                                         | 獲獎   |
| 第40屆金馬獎（6项）           | 最佳男主角         | 梁朝偉                                                 | 獲獎   |
| 第40屆金馬獎（6项）           | 最佳男配角         | 黃秋生                                                 | 獲獎   |
| 第40屆金馬獎（6项）           | 最佳音效           | 曾景祥                                                 | 獲獎   |
| 第40屆金馬獎（6项）           | 觀眾票選最佳影片獎 |                                                        | 獲獎   |
| 第46届日本蓝丝带电影大赏      | 最佳外语片         |                                                        | 獲獎   |
| 香港特區十周年電影選舉        | 最佳電影           |                                                        | 獲獎   |
| 香港特區十周年電影選舉        | 最佳編劇           | 麥兆輝、莊文強                                         | 獲獎   |
| 無間道II                      |                    |                                                        |        |
| 第23屆香港電影金像獎          | 最佳原創電影歌曲   | Beyond〈長空〉                                         | 獲獎   |
| 無間道III終極無間             |                    |                                                        |        |
| 第41屆金馬獎                  | 最佳男主角         | 劉德華                                                 | 獲獎   |

## 海外版權
2003年，美國影星布拉德·皮特（Brad Pitt）的製片公司Plan B Entertainment以170多萬美元買下該片的版權。
米拉麥克斯（Miramax）影業享有北美洲的播映權。米拉麥克斯（Miramax）影業亦已安排此片於2004年9月在美國戲院上映。
美國翻拍版由马丁·斯科西斯（Martin Scorsese）執導，成為改編自香港電影《無間道》的荷李活製作。《無間道風雲》（The Departed）於2006年10月上映，並在第79屆奧斯卡金像獎奪得4獎項，包括最佳電影、最佳導演、最佳剪接和最佳改編劇本。不過當頒獎禮頒發最佳改編劇本獎時，誤會將《無間道風雲》說成是改編自日本影片，因而引起頗大的議論和尷尬。
2012年，《無間道》被日本TBS和WOWOW兩家電視台合作翻拍成特映日劇《DOUBLE FACE》，分為上下兩集。

## 衍生作品

### 網絡劇
2016年網絡劇《無間道》由電影系列主要出品商寰亞與愛奇藝合作出品，劉偉強等三位電影系列主創人擔任總顧問。故事為電影系列多年後的另一個臥底故事，部分角色與電影系列有關連。

### 其他媒體
隨著《無間道》系列的成功，也曾推出不同媒體的產品，包括小說及線上遊戲等。
- 《無間道》小說系列：由李牧童協助撰寫，小說分為《無間道I＋II小說》和《無間道III小說》，讓讀者更了解《無間道》三部曲的完整脈絡。
- 《無間道Online》：以《無間道》為軸心設計的線上遊戲。

## 逸事
台灣網友SHODA依據本系列影片發揮創意，剪輯影片部分片段，並配合惡搞的台語旁白，製作出愛好者電影《無間道CD pro2》的搞笑影片，描寫自己買不到暢銷音響配件的自嘲心境；同時，台灣網友布蘭卡也趁勢推出《無間道iPod》的搞笑影片。但是，此舉卻引來台灣發行片商群體工作室的不滿，甚至發出警告信要求網友不得逕自竄改，否則將提出告訴，藉此捍衛自身智慧財產權的態度。另外，原訂限量660台使用菲利普機芯製作的CD播放器套件CD pro2，隨著《無間道CD pro2》短片的持續發酵，至今已賣出超過1,600台。
香港和台灣兩地區的票房大相逕庭，前者為「先熱後冷」，後者「先冷後熱」。
2004年12月20日，寰亞電影發行有限公司曾發行一款「無間道終極珍藏DVD系列」的限量套裝，總共8張數位影碟。為此，發行商重新運用數位修復技術，修正影片部份細微瑕疵，對於音效上也有所提升。而且，當中有兩張數位影碟則是依據三集影片的時間表順序播放，還補上部分在電影上映時剪走的部分（例：沈澄在陳永仁的墓前的對話），屬於連續5小時的版本。
2022年12月12日是本電影系列首集上映20周年，MCL Cinemas安排《無間道》三部曲再登大銀幕；以全高清4K畫質與杜比全景聲再現。

## 備註
1. ↑  . 中華電子佛典協會.   [2014-06-24]. （原始内容存档于2020-10-28）.
2. ↑  . 中華電子佛典協會. （原始内容存档于2013-05-23）. 又五事業感，故稱無間。何等為五？一者，日夜受罪，以至劫數，無時間絕，故稱無間。二者，一人亦滿，多人亦滿，故稱無間。三者，罪器叉棒，鷹蛇狼犬，...苦楚相連，更無間斷，故稱無間。四者，不問男子女人，羌胡夷狄，老幼貴賤，或龍或神，或天或鬼，罪行業感，悉同受之，故稱無間。五者，若墮此獄，從初入時，至百千劫，一日一夜，萬死萬生。求一念間，暫住不得。除非業盡，方得受生。以此連綿，故稱無間。
3. ↑  . 哈尔滨元申广电.   [2014-06-24]. （原始内容存档于2016-09-19）.
4. ↑  林宛靜. . 網路社會學通訊期刊 (南華大學社會學研究所). 2004-11-15, (第四十二期)  [2014-06-24]. （原始内容存档于2020-01-31）.
5. ↑  陳俍任：電影「無間道」搞怪版始作俑者「CD-PRO2版」作者，接獲在台發行商的警告信，《聯合報》。2004年6月6日
6. ↑  陳俍任：CD-PRO2版 主題曲 音似華仔，《聯合報》。2004年6月6日

## 外部連結
- 騰訊官方網站 - 《無間道》十年 警界江湖重頭說 （页面存档备份，存于）（简体中文）
- 無間道三部曲系列 （页面存档备份，存于）（法文）